# 平原街道
平原街道，是中华人民共和国河南省商丘市梁园区下辖的一个乡镇级行政单位。

## 行政区划
平原街道下辖以下地区：
新区社区、保湾社区、平原社区、福逯社区、金桥社区、锦绣社区、林庄村、刘庄村、季庄村和苏庄村。